# Facundo Venturini
Facundo Venturini (La Plata, Provincia de Buenos Aires, 9 de marzo de 1987) es un ex-baloncestista argentino. Pese a haber sido reconocido como la Revelación de la Liga Nacional de Básquet en 2005 y a haber dado tempranamente el salto a Europa, su carrera como deportista profesional terminó siendo muy breve y declinante.

## Trayectoria
Venturini se formó en la cantera del club Banco Provincia de La Plata, siendo más tarde reclutado por Gimnasia y Esgrima La Plata. Durante la temporada 2004-05 de la LNB entró en la rotación del plantel profesional de ese club, el cual haría una campaña histórica que le permitiría alcanzar las finales del certamen. Pese a que en esa instancia los platenses cayeron derrotados ante Boca Juniors, Venturini terminó siendo reconocido como uno de los mejores jugadores de la temporada.
Consiguientemente fue fichado por el Ricoh Manresa de la ACB, que le ofreció un contrato por cuatro temporadas. En su primer año en España fue cedido al CB Tarragona de la LEB, donde jugó 34 partidos promediando 4.4 puntos y 1.4 rebotes por encuentro. Al año siguiente los manresanos, que habían perdido la categoría, lo sumaron a su plantel. Sin embargo sólo estuvo menos de un semestre con el equipo, en el que actuó en sólo 9 partidos, pasando luego al CAI Huesca La Magia de la LEB-2.
Al culminar la temporada retornó a su país contratado como ficha juvenil por Gimnasia y Esgrima de Comodoro Rivadavia. Pocos meses después, empero, dejó a los chubutenses para sumarse a Obras Basket. 
En 2008 se incorporó a El Nacional Monte Hermoso. Pese a que su equipo terminó descendiendo ese año, Venturini, en los 47 partidos que jugó, registró marcas de 6.6 puntos, 1.4 rebotes y 0.5 asistencias en 15.4 minutos de juego por encuentro, números similares a los que había registrado en la temporada en la que fue escogido como Revelación de la Liga Nacional de Básquet.
Migró a México para jugar la temporada 2009-10 de la LNBP con los Huracanes de Tampico.
Finalizada su aventura centroamericana, retornó a la Argentina y arregló su incorporación a Tucumán Basketball, un equipo del Torneo Nacional de Ascenso, la segunda categoría del baloncesto profesional del país. Sin embargo sólo llegó a jugar 6 partidos antes de desvincularse de la institución.
El resto de su carrera transcurrió en la liga de baloncesto semi-profesional de La Plata.

## Selección nacional
Venturini fue miembro de los seleccionados juveniles de baloncesto de Argentina, pero no pudo jugar el Campeonato Mundial de Baloncesto Sub-21 Masculino de 2005 a causa de una lesión en la espalda.